# Maxey
Maxey es una localidad situada en la autoridad unitaria de Peterborough, en el condado de Cambridgeshire, Inglaterra (Reino Unido). Localizado entre Peterborough & Stamford y al suroeste de The Deepings, con una población estimada a mediados de 2016 de 676 habitantes. Se encuentra ubicada al noroeste de la región Este de Inglaterra, cerca de la frontera con la región de Midlands del Este.
Los puntos importantes incluyen: la única cantina que queda (Blue Bell), la Iglesia (St. Peters) y la alcaldía. Cada cual proporciona una gama de funciones sociales durante el año. Hay una sorprendente cantidad de negocios con sede en el pueblo, incluyendo a algunas granjas que siguen funcionando.

## Apellido
Si una familia tiene un linaje ininterrumpido, y nadie decidió cambiar su nombre legalmente, entonces se puede estar razonablemente seguro que cualquiera con el apellido Maxey (o algún derivado cercano, i.e. Maxcy) Tiene sus orígenes ancestrales en el pueblo de Maxey o sus alrededores. Sitio Web de Maxey

## Historia
Fue construido lejos de la iglesia por temor a la peste[cita requerida]
Una vez parte del Soke de Peterborough en Northamptonshire, se puede trazar su origen "moderno" hace más de 1000 años. Sin embargo, las excavaciones arqueológicas en el área han dado suficiente evidencia de que ha sido ocupado por más de 4000 años. Los puentes de Lolham , en las afueras de Maxey entre Helpston y Bainton, fueron originalmente construidos en la era Romana.
Trabajos de rescate arqueológico antes de que las canteras de grava empezaran a trabajar, revelaron detalles de un extenso Henge en Maxey.  Descubierto por fotografías aéreas en 1956 por el Doctor J.K.St. Joseph y excavado últimamente por Francis Pryor en 1971-1981 el Henge era de 126 metros de diámetro, uno de los más grandes conocidos entonces. Era parte de un paisaje de monumentos Neolíticos, incluyendo cursus y túmulos.  Junto con el grande y misterioso pueblo ritual en el cercano pueblo de Etton esta colección de sitios ha aparecido en la obra de Pryor acerca de paisajes rituales a gran escala.
El sitio web del pueblo tiene un informe detallado de la vida en Maxey entre los siglos IX y XII

## Negocios
- Shaw's Coaches, Maxey. Servicios de autobús y excursiones con guía
- Cantina Blue Bell
- M.C Vehicle Engineers